# Carlazzo
Carlazzo là một đô thị ở tỉnh Como trong vùng Lombardia, có cự ly khoảng 60 km về phía bắc của Milano và khoảng 25 km về phía bắc của Como. Tại thời điểm ngày 31 tháng 12 năm 2004, đô thị này có dân số 2.838 người và diện tích là 12,7 km².
Carlazzo giáp các đô thị: Bene Lario, Corrido, Cusino, Grandola ed Uniti, Porlezza, San Bartolomeo Val Cavargna, San Nazzaro Val Cavargna, Val Rezzo.